# Macropraonetha pterolophioides
Macropraonetha pterolophioides là một loài bọ cánh cứng trong họ Cerambycidae.